# Отиняк
Отиняк (на френски: Autignac) е село в департамент Еро на регион Лангедок-Русийон, южна Франция. Населението му е 904 души (по приблизителна оценка от януари 2016 г.).
Разположено е на 57 m надморска височина в подножието на Централния масив, на 24 km северно от окръжния център Безие и на 30 km от бреговете на Средиземно море.